# Haïtiaanse Surinamers
Haïtiaanse Surinamers zijn een bevolkingsgroep in Suriname. De eerste Haïtianen kwamen in 1977 naar Suriname op te werken bij het suikerbedrijf in Mariënburg.

## Migratie
In 1948 werd de immigratie van Haïtianen naar toen nog de kolonie Suriname onderzocht, om hen te werven voor werk in de landbouwsector.
14 juli 1977 wordt gerekend als de dag waarop zich de eerste Haïtianen in Suriname vestigden. Het ging om een groep van 48 contractarbeiders die vanuit Sint Maarten aanreisden. Zij kwamen om te werken in het suikerbedrijf Mariënburg, dat ook voor onderdak zorgde. Er waren onvoldoende Surinamers die dit werk wilden verrichten, waardoor het bedrijf een jaar eerder een miljoen gulden verlies draaide. 250 hectare suikerriet kon niet geoogst worden en moest daardoor vernietigd worden.
Medio jaren 2010 nam de instroom van Haïtiaanse immigranten toe. Haïtianen behoren sindsdien tot de top 3 van illegale immigranten in Suriname. In 2016 was de verblijfplaats van 5500 naar Suriname gekomen Haïtianen niet bekend. De regering besloot toen om voor Haïtianen de visumplicht weer in te voeren; tot dan toe was een toeristenkaart voldoende. In een poging om zicht op de grootte van de groep te krijgen, deed het  Haïtiaanse consulaat in Paramaribo een oproep voor een telactie, waar binnen een week achthonderd Haïtianen op reageerden. In augustus 2018 werden 1097 Haïtianen gelegaliseerd.
Daarnaast is de grens met Frans-Guyana in trek bij immigranten die het overzeese departement als poort naar Europa beschouwen. Deze route werd al in de jaren 1980 door Haïtianen gebruikt. Alleen al in de eerste helft van 2016 ging het om 6500 Haïtiaanse immigranten die in Frans-Guyana asiel aanvroegen. Frankrijk verhoogde in 2016 de druk op Suriname om de grens beter af te sluiten. Van januari 2019 tot en met april 2021 kwamen 15.637 Haïtianen naar Suriname, van wie 2.708 het land via de officiële grensovergangen weer verliet. In april 2021 werd een Surinamer verdacht van het organiseren van mensensmokkel-charters die hem 300.000 USD per vlucht opleverden.

## Integratie
In 2017 werd de Haïtiaanse markt Haïtiaanse Eenheidsmarkt (Mâche Unité) aan de Drambrandersgracht officieel geopend door Surinaams minister Edgar Dikan en Haïtiaans consul-generaal Alex Jospitre.
Bij de Internationale Dag ter Herinnering aan de Slavenhandel en de Afschaffing ervan van UNESCO, jaarlijks op 23 augustus, wordt ook in Suriname stilgestaan. In de afschaffing van de slavernij heeft de Haïtiaanse Revolutie in de jaren vanaf 1791 een belangrijke rol gespeeld. Op de herdenking in Suriname kwamen in 2021 weinig Haïtiaanse geïnteresseerden af. In 2023 werd voor het eerst de Organisation d'Union Sociale des Haitiens à Suriname (OUSHS) gepresenteerd. Het doel van de OUSHS is om geregeld activiteiten voor Haïtiaanse Surinamers te organiseren.